# Voormalig gemeentehuis (Tielen)

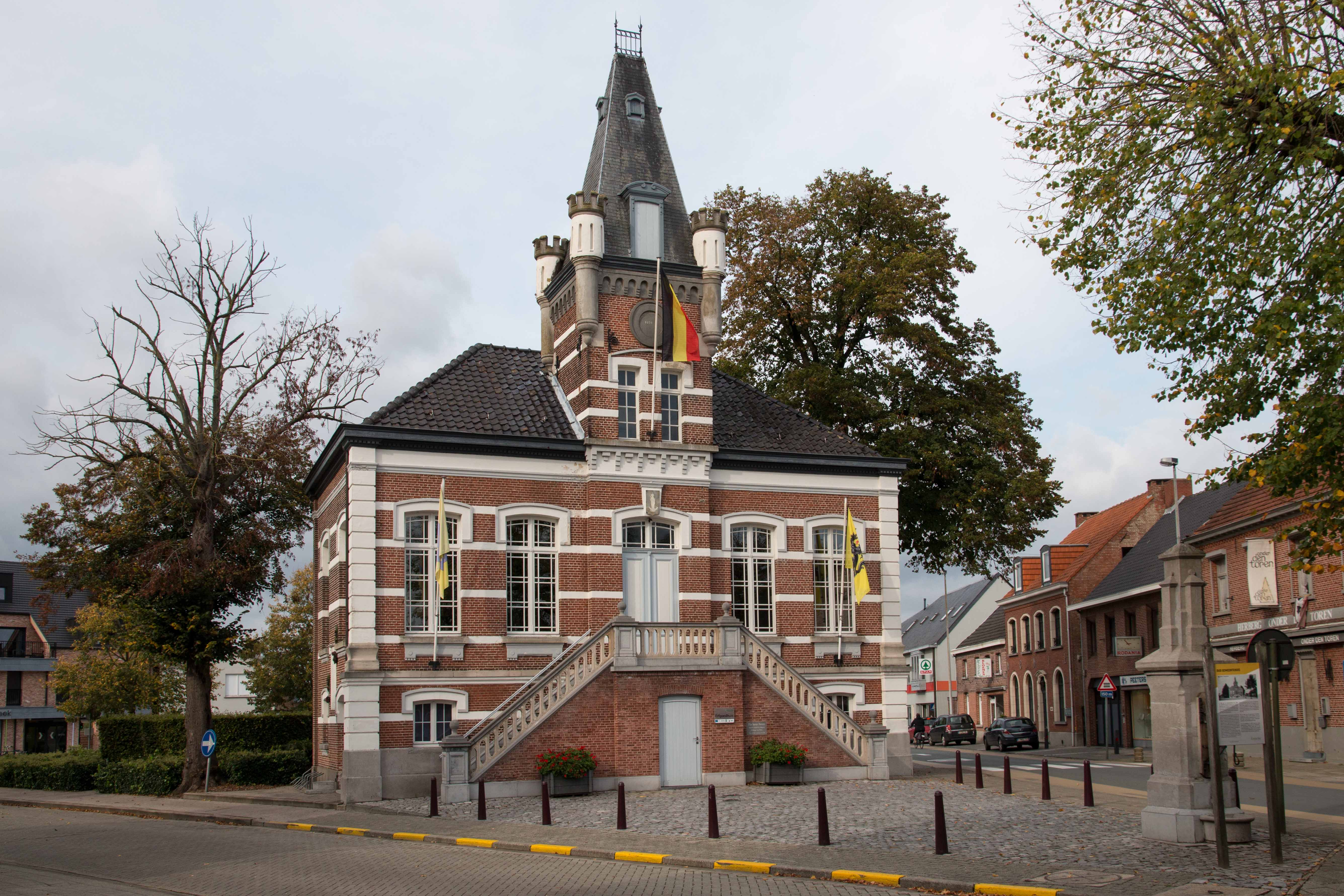
Voormalig gemeentehuis van Tielen

Het voormalig gemeentehuis is een voormalig gemeentehuis in de tot de Antwerpse gemeente Kasterlee behorende plaats Tielen, gelegen aan Tielendorp 1.

## Geschiedenis
De gemeenteraad van Tielen vergaderde aanvankelijk in een bij een particulier gehuurde kamer. Omstreeks 1850 werd vergaderd in de onderpastorie en omstreeks 1857 werd aan een school een 'gemeentekamer' gebouwd. Deze werd in 1871 verbouwd tot onderwijzerswoning en in 1875 werd besloten tot de bouw van een gemeentehuis.
Dit kwam tot stand in 1876-1877 naar ontwerp van Pieter Jozef Taeymans. Het werd gebouwd in een eclectische stijl met neoclassicistische elementen. In 1977 fuseerde Tielen tot de fusiegemeente Kasterlee en werd de functie van gemeentehuis overbodig. Het pand werd daarna gebruikt voor enkele gemeentelijke diensten en voor de plaatselijke heemkundekring.
Na een renovatie werd het gebouw in 2010 geopend als erfgoedhuis, met archief- en documentatiecentrum, de voormalige raadszaal die nog als trouwzaal kon worden benut, en een gildenkamer.
Op het pleintje voor het gemeentehuis staat een dorpspomp van 1868, die niet alleen water aan de bevolking leverde, maar -indien noodzakelijk- ook aan de brandspuit.